# Jazzwise
Jazzwise (tytuł zapisywany jako jazzwise) – brytyjski miesięcznik, poświęcony muzyce jazzowej. Założony w 1997 roku, funkcjonuje również jako strona internetowa, jazzwise.com.
Jest najlepiej sprzedającym się brytyjskim miesięcznikiem jazzowym.

## Historia
Magazyn Jazzwise został założony w 1997 roku przez Charlesa Alexandra.
W styczniu 2000 redaktorem Jazzwise został Jon Nevey, będący od początku współpracownikiem Alexandra, a także autorem artykułów dla takich magazynów jak: Jazz On CD, Jazz At Ronnie Scott’s i Jazz Express. Wylansował on miesięcznik na nowo. Jego celem była redakcyjna głębia najlepszych magazynów jazzowych, zaś od strony wizualnej – wygląd najlepszych brytyjskich miesięczników rockowych, takich jak Mojo i Uncut. Uważał, że magazyny jazzowe, szczególnie w Wielkiej Brytanii, miały nieatrakcyjny wygląd, z kiepskim designem i okładkami, i głównie czarno-białymi zdjęciami. Był, razem ze współpracownikami autorem opracowania 100 Albums That Shook The World. W 100. numerze Jazzwise z lipca 2006 roku zamieścił 15-stronicowy artykuł z listą przełomowych albumów jazzowych i krótkimi artykułami redakcyjnymi na temat każdego z nich. W tym samym roku otrzymał nagrodę Parliamentary Jazz Awards w kategorii: dziennikarz jazzowy roku (Jazz Journalist of the year); ponownie otrzymał ją w 2012 roku.
W 2007 roku, w 10. rocznicę działalności Jazzwise został uhonorowany dwiema nagrodami w kategorii: jazzowa publikacja roku (Jazz Publication of the Year);  Parliamentary Jazz Awards (w kwietniu) i Ronnie Scott’s Jazz Awards (w maju). Jon Newey w wywiadzie dla Press Gazette powiedział, że nagroda Ronnie Scott’s oznacza zdobycie uznania, do którego magazyn dążył przez ostatnie 10 lat.
W maju 2010 roku Jazzwise zdobył po raz drugi nagrodę Parliamentary Jazz Awards w kategorii: jazzowa publikacja roku. Jednocześnie redaktor strony internetowej, Mike Flynn zdobył nagrodę jazzowego dziennikarza roku (Jazz Journalist of the Year), zaś jeden ze współpracowników magazynu, Alyn Shipton – nagrodę jazzowego prezentera roku (Jazz Broadcaster of the Year).
W styczniu 2013 roku Jazzwise zdobył wyróżnienie dla najlepszych mediów jazzowych (Best Jazz Media Accolade) podczas rozdania nagród Jazz FM. W tym samym roku został nabyty przez Mark Allen Group, niezależną grupę wydawniczą publikującą ponad 50 czasopism o tematyce biznesowej, zdrowotnej, edukacyjnej i rozrywkowej. Jon Newey objal funkcje redaktora naczelnego.
W 2020 Jazzwise otrzymał nagrodę specjalną (Special Award) Parliamentary Jazz Awards.
W 2023 roku Courtney Pine Global i Jazzwise nawiązały współpracę medialną. Partnerstwo to połączyło eklektyczny podcast poświęcony muzyce jazzowej z najlepiej sprzedającym się magazynem jazzowym w Wielkiej Brytanii.   

## Profil
Pok kierownictwem redaktora Mike’a Flynna i redaktora naczelnego Jona Neweya zajmuje się jazzem, od głównego nurtu po jazz nowoczesny, publikując co miesiąc obszerne recenzje najważniejszych nowych, wznowionych i archiwalnych wydań albumów oraz wiadomości ze świata jazzu i informacje o koncertach. Dużą wagę redakcja przykłada do brytyjskiej sceny jazzowej. Jazzwise jest obecny również w Internecie za pośrednictwem strony internetowej jazzwise.com, która często zawiera unikalne treści oferując aplikację iOS i wydanie cyfrowe. W mediach społecznościowych na Facebooku, Twitterze i Instagramie magazyn ma ponad 70 tysięcy obserwujących.